# Hoorn (anatomie)

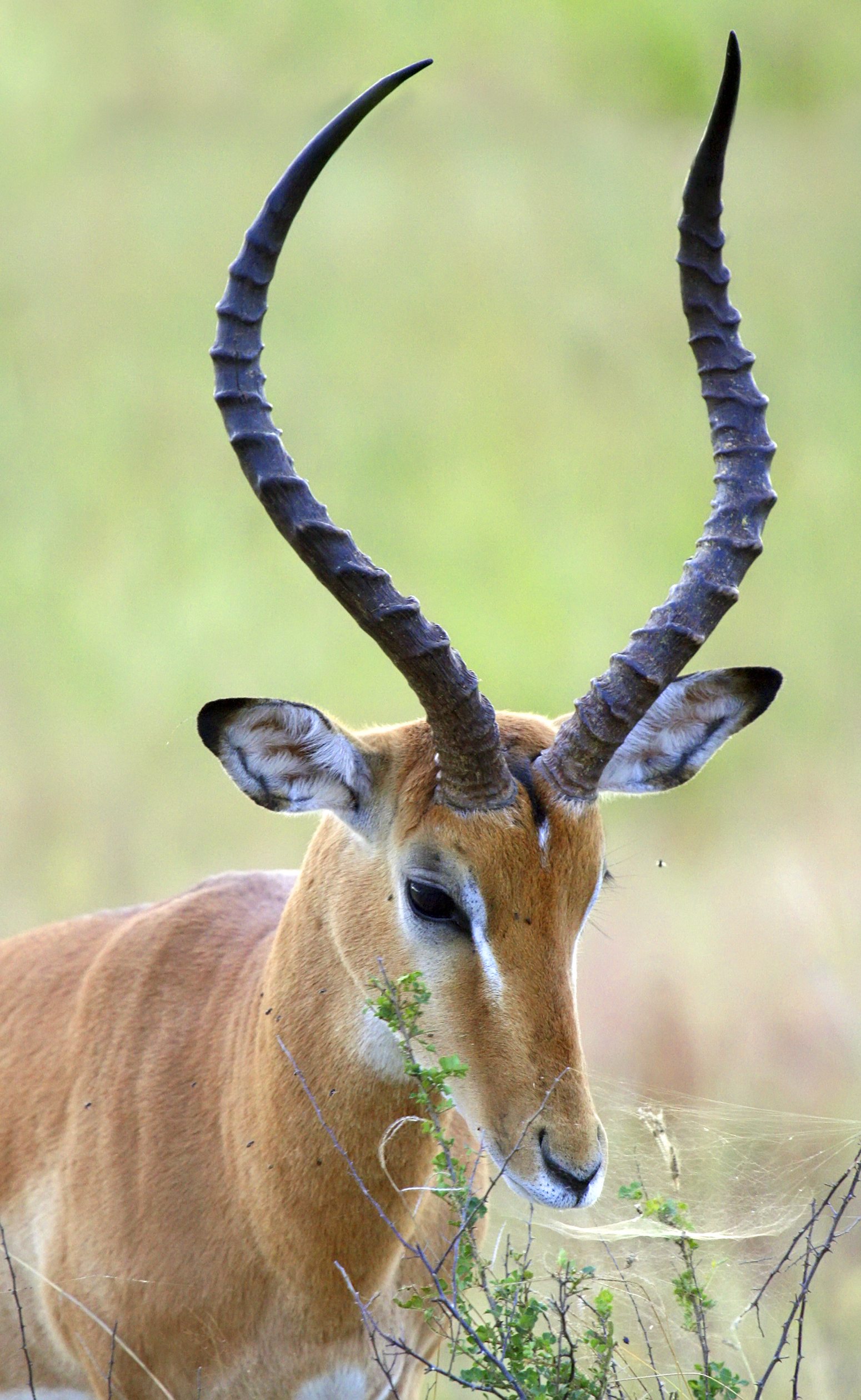
Hoorns van een mannelijke impala

Een hoorn is een puntig, meestal gekromd, hard en onbeweegbaar uitsteeksel op de kop van sommige zoogdieren dat bestaat uit botweefsel bedekt met een laag hoornweefsel en in de meeste gevallen zoals bij runderen, schapen en geiten paarsgewijs voorkomt bovenaan het voorhoofd.
Het hoornweefsel bestaat hoofdzakelijk uit het taaie, onoplosbare eiwit keratine, wat ook in de buitenste cellaag van de huid (epidermis) wordt teruggevonden. Keratine wordt niet alleen aangetroffen aan de buitenkant van hoorns maar ook in hoeven, snavels, vinger- en teennagels. Tussen het bot (hoornpit) en de keratinelaag bevindt zich een dunne laag van bloedvaten en slijmhuid. Het afzagen van de hoorn kan dan ook tot een behoorlijk bloedbad leiden.
Hoorns hebben meestal een gebogen of spiraalvorm, vaak met ribbels of groeven. Bij veel soorten hebben alleen mannetjes hoorns. Hoorns beginnen snel na de geboorte te groeien en blijven dit doen gedurende het hele leven van het dier (behalve bij de Gaffelbok, die de buitenste laag jaarlijks afstoten, maar de benige kern behouden). Een paar hoorns is gebruikelijk; er komen echter twee of meer paren voor bij een paar wilde soorten zoals de vierhoornantilope en bij sommige gedomesticeerde schapenrassen. Meerhoornige schapenrassen zijn onder andere de Hebridean, de IJslander en de Manx Loaghtan.

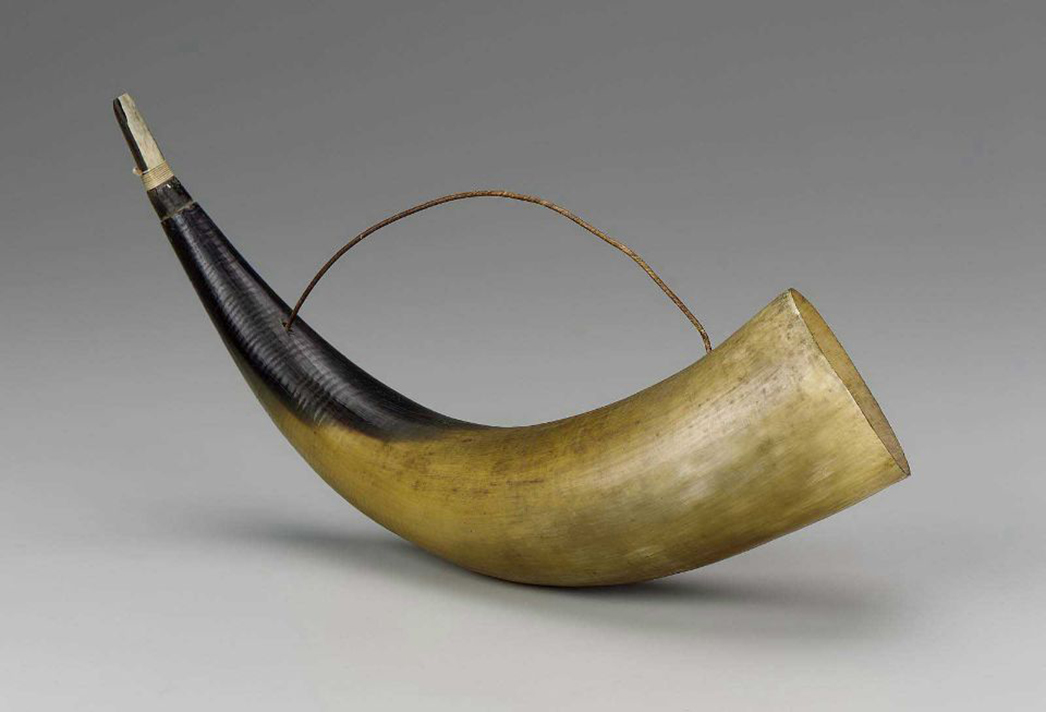
Hoornpijp uit Noordwest-Argentinië

Dieren met hoorns van bot en hoornweefsel worden tot de holhoornigen gerekend. De hoorn als muziekinstrument werd vroeger van hun hoorns gemaakt.

## Functie

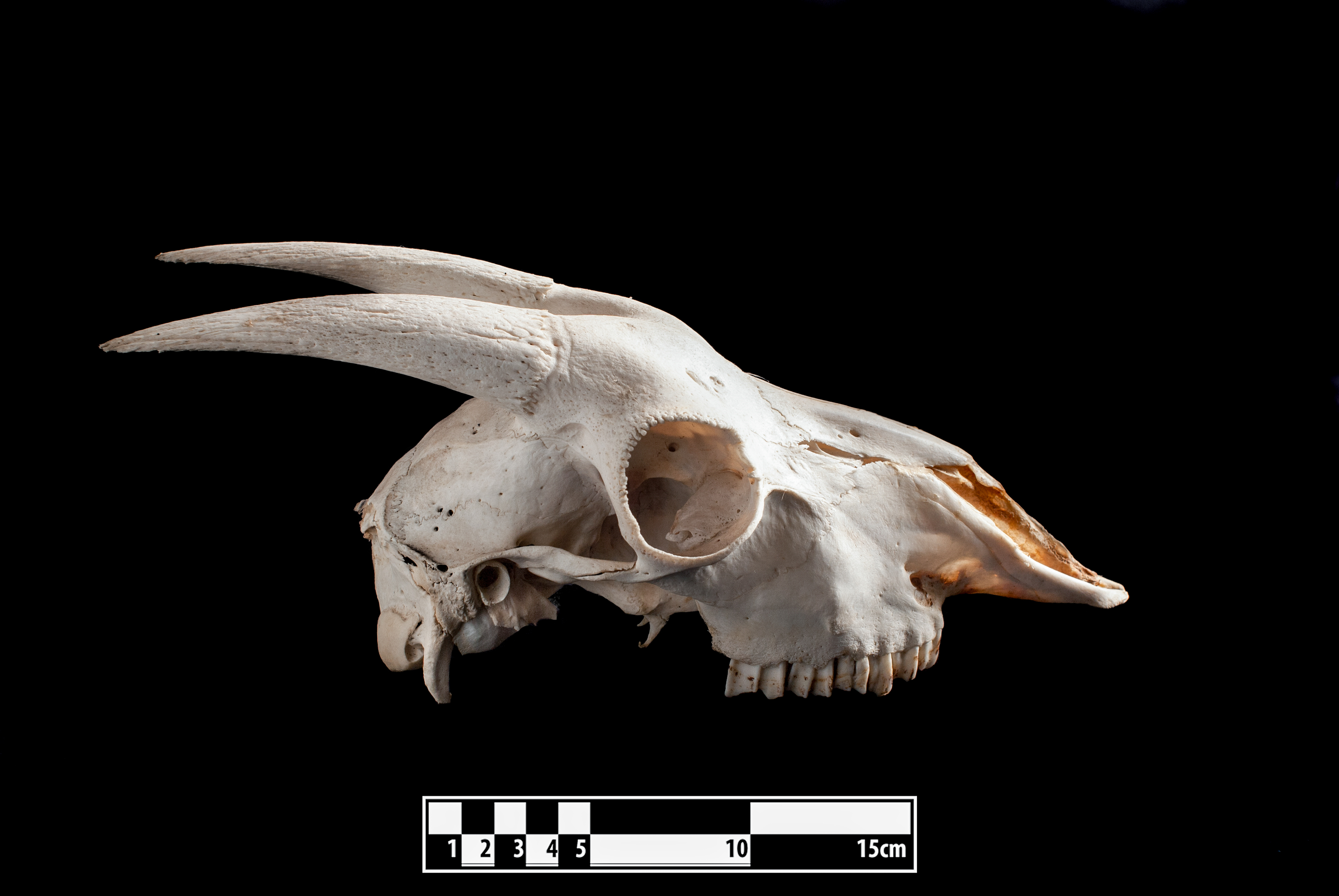
Schedel van een geit

Dieren hebben verschillende toepassingen voor de hoorns: zelfverdediging tegen roofdieren, de verdediging van het territorium tegen soortgenoten en voor het imponeren van het vrouwelijke geslacht. Hoorns kunnen worden gebruikt om in de grond te wroeten of schors van bomen te strippen. Dit wordt onder andere gedaan door de stieren van de kafferbuffel om de vrouwelijke dieren naar hun territorium te lokken. 
Runderen als rode geuzen gebruiken hun hoorns om takken te breken of te buigen om te kunnen vreten van de jonge takken, schors en blad. 
Hoorns zijn meestal alleen bij de stieren aanwezig, maar bij sommige soorten kunnen ook de vrouwelijke dieren hoorns hebben. Waarschijnlijk is dit ontstaan bij soorten als de kafferbuffel die leven in grote open gebieden (bijvoorbeeld savannes) waar amper dekking aanwezig is om zich te verschuilen tegen roofdieren. Ook vrouwelijke dieren die hun territorium dienen te verdedigen zoals de duikers ontwikkelden hoorns.

### Temperatuurregulatie en stofwisseling
Het botgedeelte van de hoorn, ook wel de hoornpit genoemd, bestaat uit een luchtig, bros botweefsel vol met kamers (sinuses). Deze kamers lopen door tot in het slijmweefsel van de neusholte. Bovenop het schedeldak dat de hersenen omsluit is tweede laag luchtig botweefsel gevormd dat de hersenen omsluit en afsluit met een harde botlaag omkleed met de huid. Door al die neusholtes beginnend in de hoorn, wordt ook wel gezegd dat de koe kan ruiken tot in de kern van haar hoorns.
Een fijn netwerk van bloedvaatjes zorgt ervoor dat de bloeddoorstroming van de hoorn gereguleerd wordt. Als deze open worden gezet kan de hoorn veel warmte uitstralen. Dit is een convectieproces waarbij wel warmte wordt afgegeven maar geen water en lichaamsvocht  verloren gaat. Dit is met name van belang voor de tropische hoorndragende dieren, antilopen, maar ook de gedomesticeerde Afrikaanse runderen. Runderen met de grootste hoorns zijn de Watusirunderen. Zij hebben enorme, dunwandige opgaande hoorns waar de wind vrij spel heeft rondom de hoorns. Het warme lichaamsbloed stroomt omhoog en door de dunne wand van de hoorns koelen de runderen af onder de tropenzon. Uitstraling zonder vochtverlies. In noordelijke koudere regionen kunnen gehoornde dieren een groot deel van hun  warmteproductie kwijt raken via hun hoorns. Minder bloeddoorstroming leidt tot minder warmteverlies, wanneer een dier dit niet goed kan reguleren, dan krijgt het bevriezingsverschijnselen en weefsel dat afsterft. Het verschil in melksamenstelling van hoorndragende en onthoornde koeien die bij ca. 0-5 °C buitentemperatuur staan, duidt erop, dat het dier een fysiologische concurrentie heeft tussen de melkproductie en zich warm houden.
De hoorn zelf fungeert voor het dier ook als voorraadruimte voor mineralen. In het speeksel van het rund zitten enzymen die gebruik maken van dit depot. Zo wordt onder andere natriumbicarbonaat gevormd door de enzymen in het speeksel. Runderen hebben dit nodig om de pens te stabiliseren, met name als het voedsel dat ze eten te weinig structuur bevat. Hoorns van koeien hebben ´´jaarringen´´. Die ontstaan doordat koeien rond de geboorte van hun kalf mineralen putten uit hun hoorndepot. Als de koeien herkauwen, vindt er via het bloed, dat ook via het weefsel in de hoorns loopt, uitwisseling van mineralen plaats. De hoorns raken dan meer doorbloed en worden warmer.

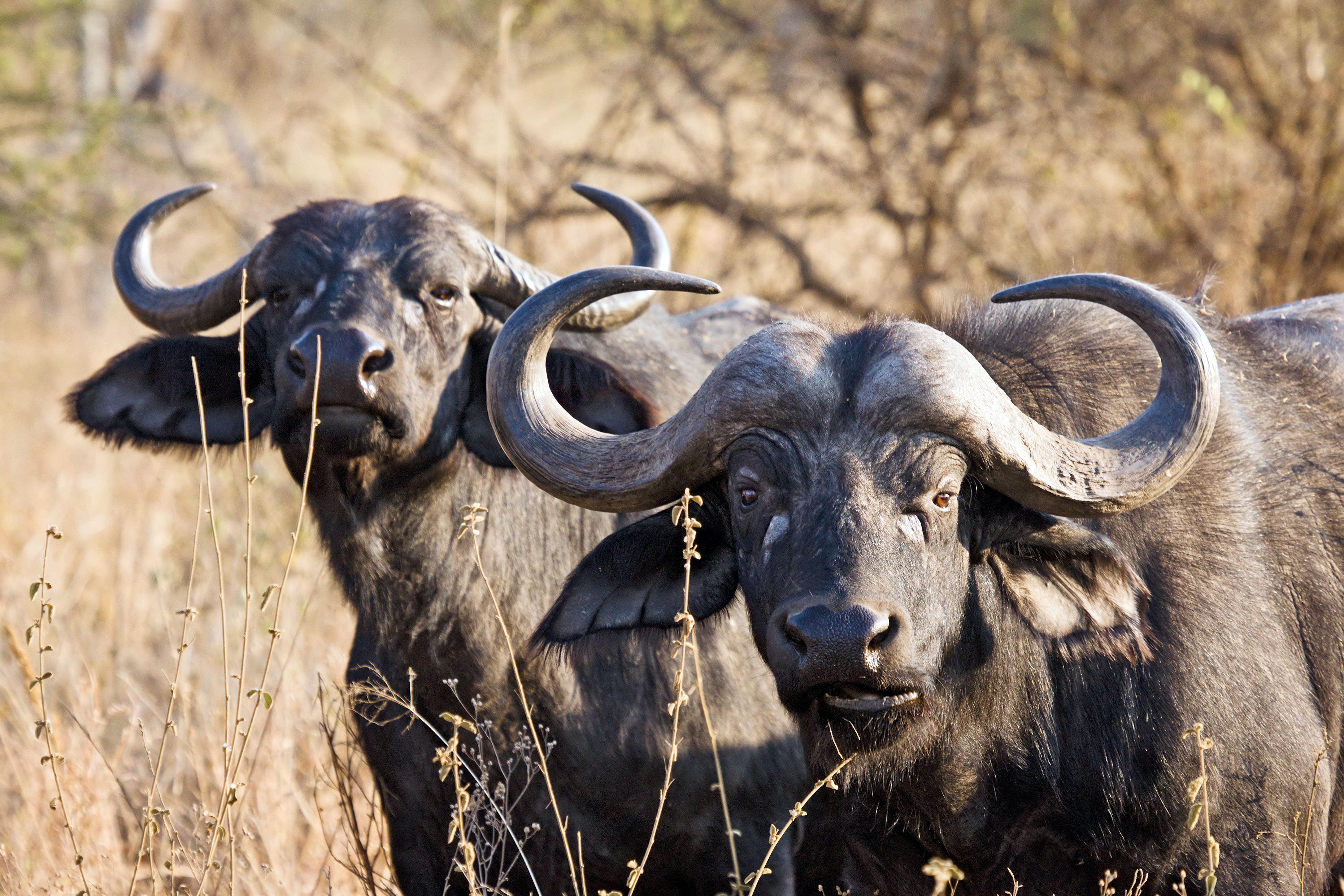
Kafferbuffel
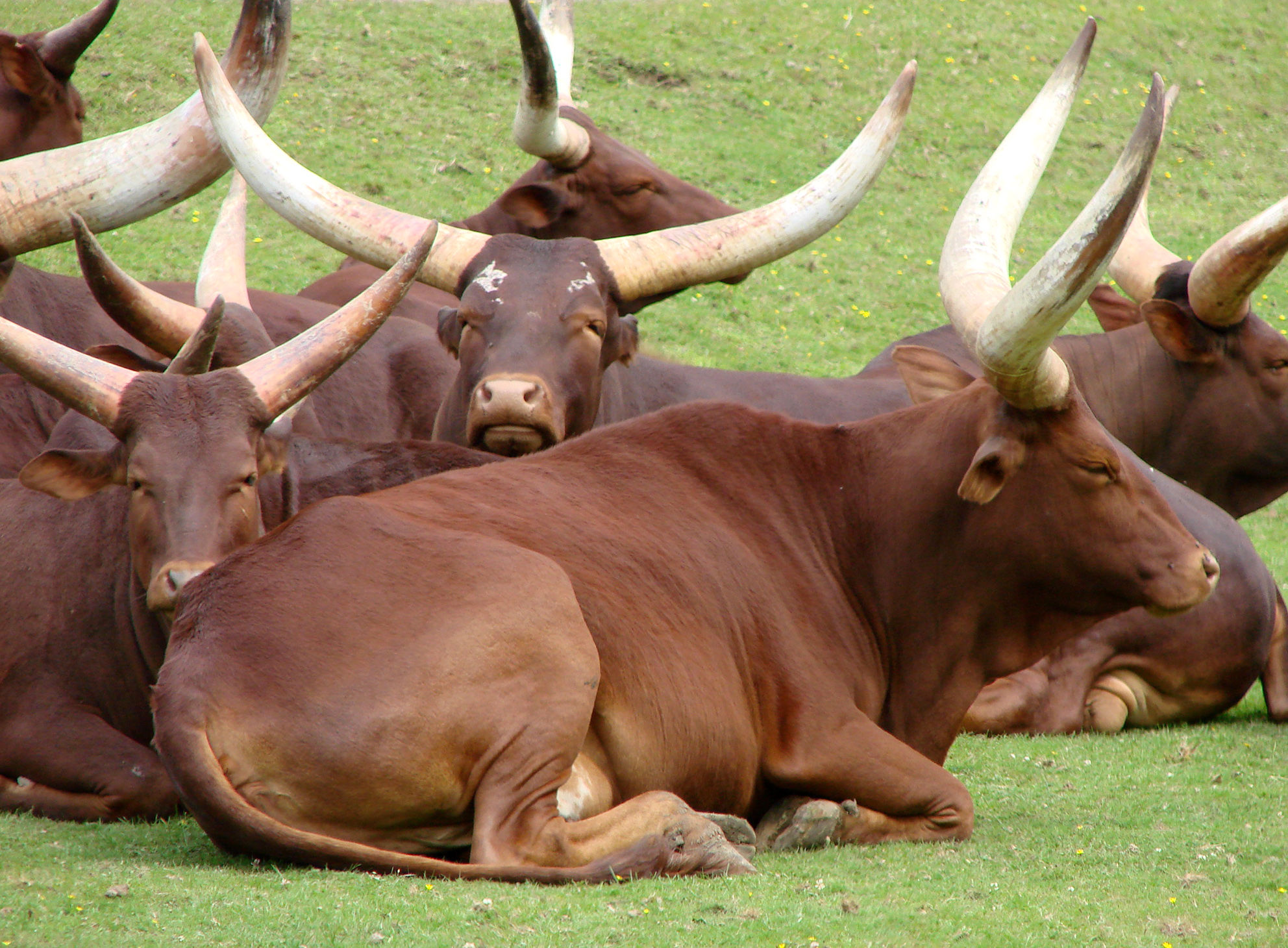
Watusirund
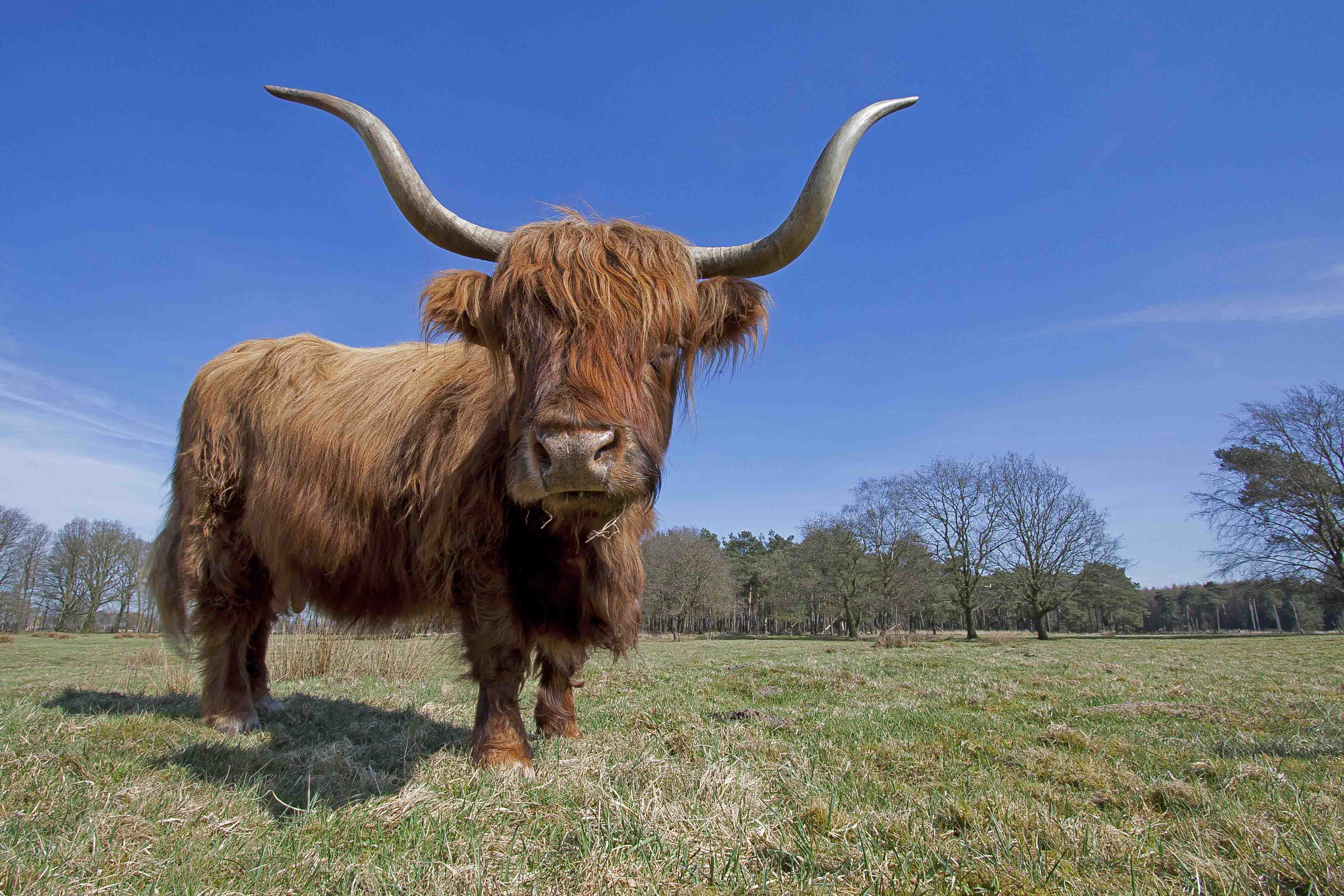
Schotse hooglander
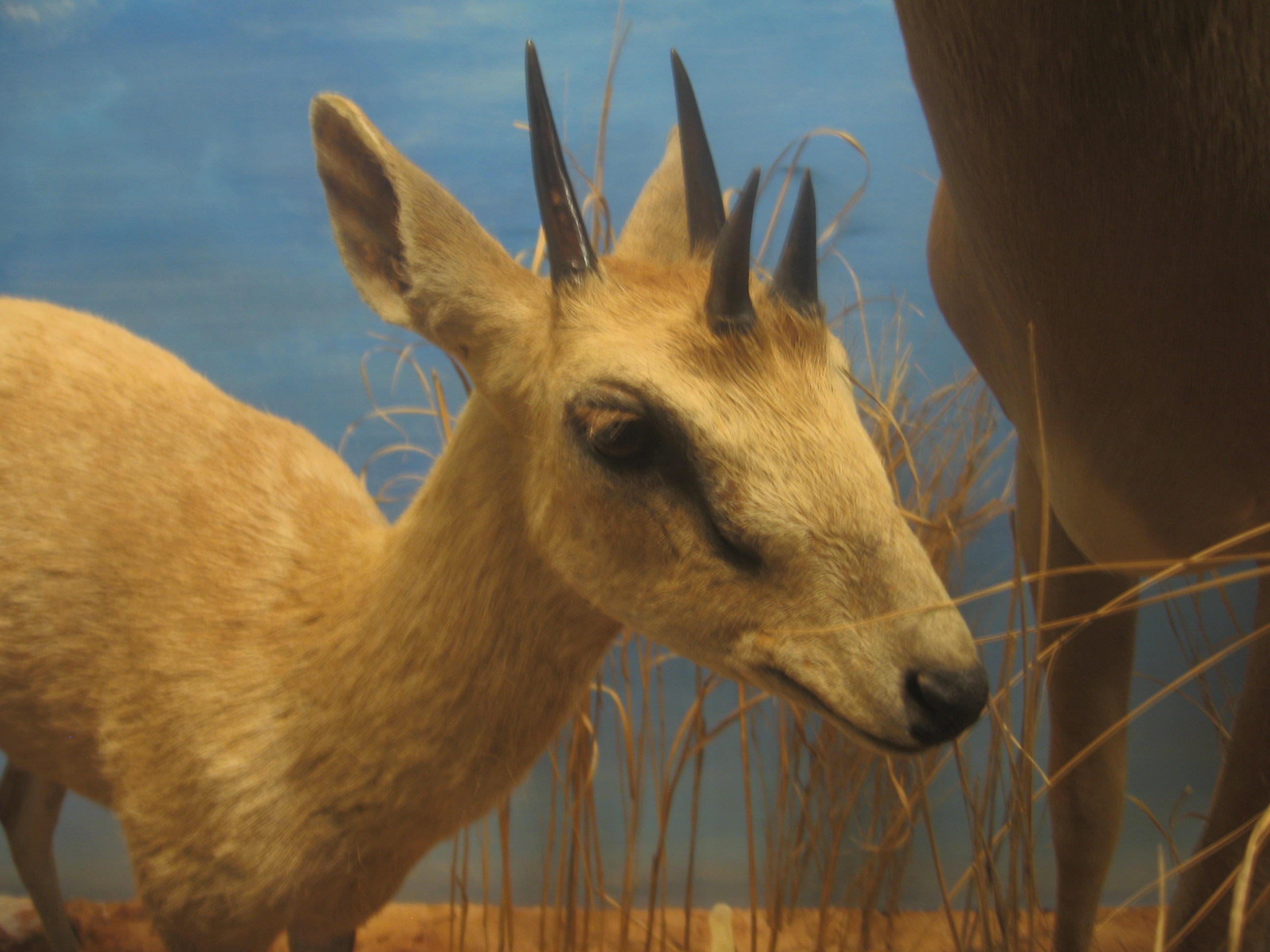
Vierhoornantilope
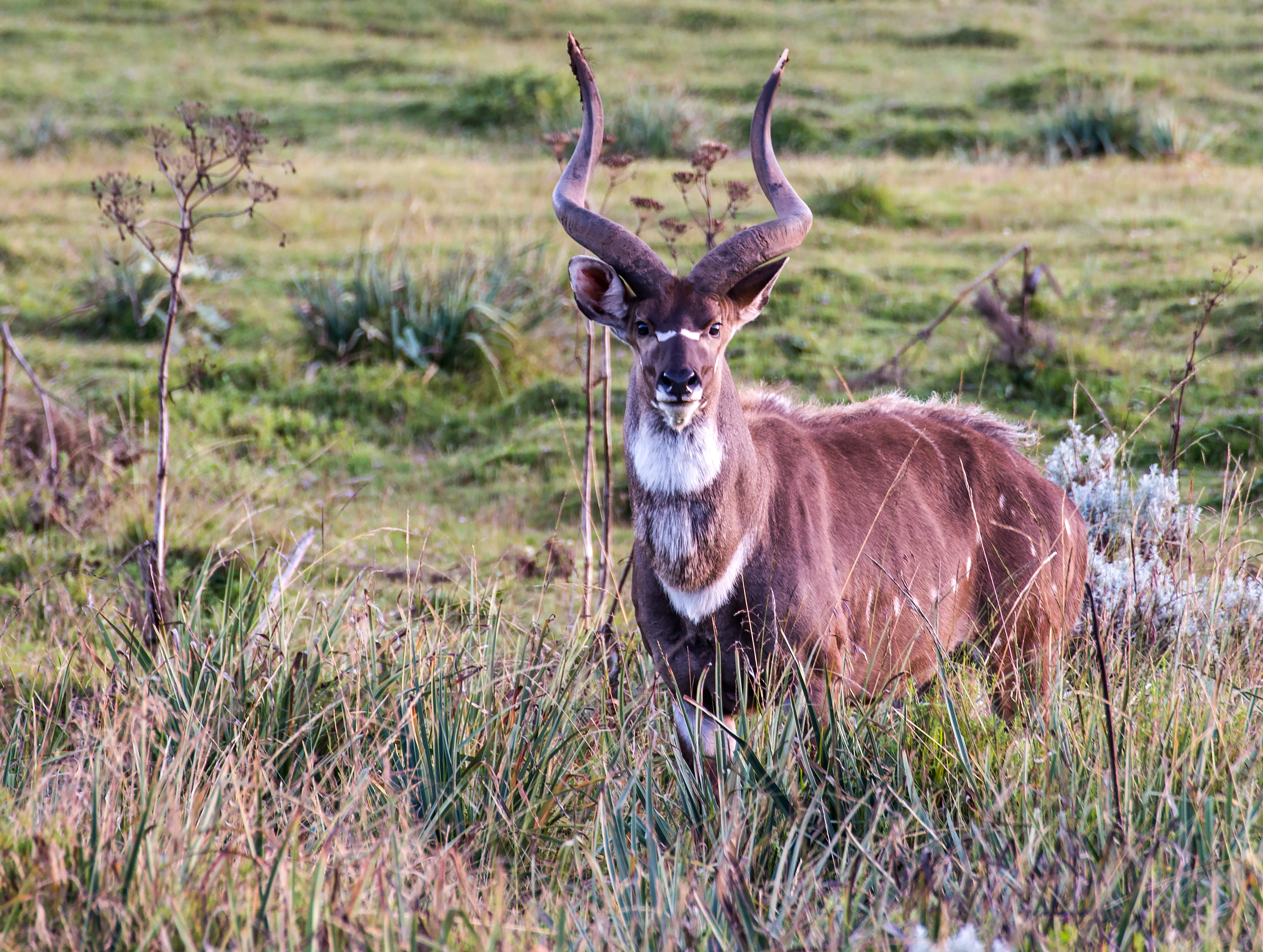
Bergnyala
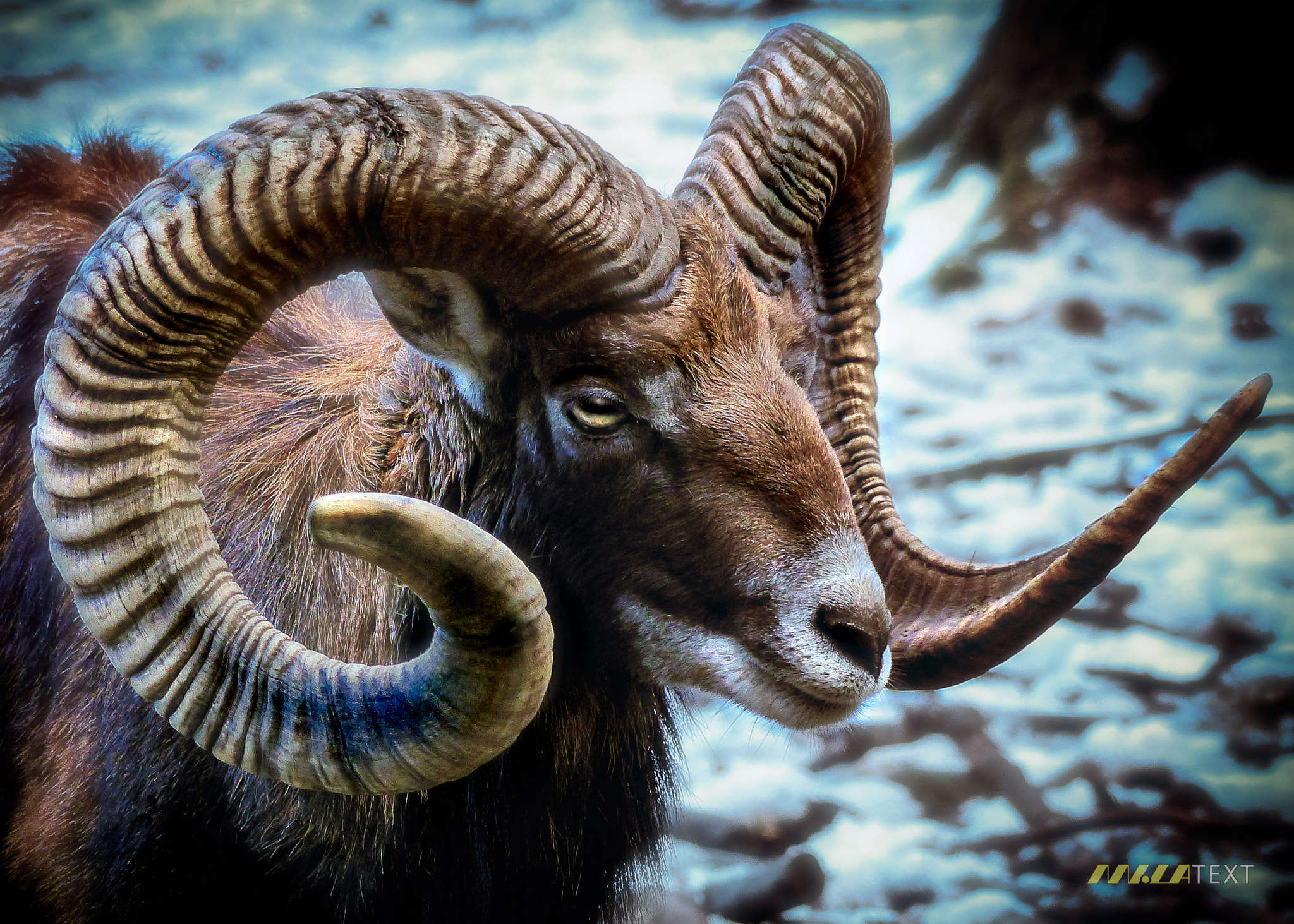
Moeflon

## Het onthoornen van runderen
In de (intensieve) veehouderij wordt er veelal voor gekozen om de koeien te onthoornen. De reden hiervoor is dat er rangordeconflicten kunnen ontstaan tussen de koeien. Deze zijn een probleem gaan vormen sinds de introductie van de loopstal in de jaren 70. Hier komen de dieren elkaar vaker tegen dan in een grupstal waar de dieren aangebonden staan. Ook zijn er veel doodlopende paden en dode hoeken waardoor de dieren elkaar in geval van onrust minder makkelijk kunnen ontwijken en minder makkelijk kunnen vluchten. Ook de voerhekken die worden gebruikt zijn meestal niet geschikt voor gehoornde koeien. Zij kunnen hierin vast komen te zitten. Ook voor de veiligheid van de boer is het makkelijker als de koeien onthoornd zijn.
In principe zijn er twee methoden van onthoornen: branden en zagen. Bij het branden wordt door de huid van het jonge kalf (tussen de 14 dagen en maximaal 2 maanden oud) heengebrand en wordt de hoornaanleg weggenomen. Het verwijderen van het hoornvormend weefsel is een pijnlijke ingreep.  Om de dieren rustig te houden mag het alleen plaatsvinden na een lichte sedatie van het dier en tegen de pijn wordt een lichte verdoving toegepast. De wond wordt daarna ontsmet. Bij koeien ouder dan 6 maanden zijn de hoorns al een stuk groter. Bij hen wordt de hoorn inclusief het het hoornvormend weefsel en het ingegroeide bot afgezaagd waarbij de voorhoofdsholte geopend wordt. Ook de zaagmethode is een zeer pijnlijke ingreep, waarbij sedatie en plaatselijke verdoving wordt toegepast. De verdoving werkt echter maar 2 à 3 uur na toepassing waarna het dier er nog dagenlang pijn aan kan hebben.
In 2013 heeft de toenmalig staatssecretaris van landbouw Sharon Dijksma in een beleidsbrief aan de Tweede Kamer gemeld dat zij met de melkveesector heeft afgesproken dat het onthoornen zo diervriendelijk mogelijk dient te gebeuren. Dat betekent naast de wettelijk verplichte verdoving bij het onthoornen, toe te passen door een dierenarts, ook postoperatieve pijnbestrijding.

## Andere hoornachtige structuren
De term "hoorn" wordt in de volksmond ook toegepast op andere harde en puntige lichaamsdelen die in verschillende andere families aan het hoofd van dieren zijn bevestigd:
- Giraffidae: Giraffen hebben een of meer paren benige bultjes op hun hoofd, ossicones genaamd. Deze zijn bedekt met een behaarde huid.
- Cervidae: De meeste hertachtigen hebben geweien, die geen echte hoorns zijn en van been zijn gemaakt. Wanneer het volledig ontwikkeld is, is het gewei dood been zonder een hoorn of huidbedekking; ze worden alleen gedragen door volwassenen (meestal mannetjes, behalve rendieren) en worden elk jaar afgeworpen en opnieuw aangegroeid.
- Rhinocerotidae: De "hoorns" van neushoorns zijn gemaakt van keratine en groeien continu maar hebben geen botkern.
- Chamaeleonidae: Veel kameleons, met name de Oost-Afrikaanse driehoornkameleon, hebben hoorns op hun schedels en zijn bedekt met keratine.
- Padhagedissen (Phrynosoma): Deze hagedissen hebben hoorns op hun hoofd met een harde keratine die een benige kern bedekt, zoals hoorns van zoogdieren.
- Insecten: Sommige insecten (zoals neushoornkevers) hebben hoornachtige structuren op de kop of thorax (of beide). Dit zijn puntige uitgroeisels van het harde chitineexoskelet. Sommige (zoals het vliegend hert hebben sterk vergrote kaken, ook gemaakt van chitine.
- Ceratopsidae: De "hoorns" van de Triceratops waren verlengstukken van de schedelbeenderen, hoewel er discussie bestaat over de vraag of ze een keratinebedekking hadden.
- Abelisauridae: Verschillende abelisauride theropoden, zoals Carnotaurus en Majungasaurus bezaten extensies van het frontale bot die waarschijnlijk bedekt waren met een of andere vorm van keratine omhulsel.

Veel zoogdiersoorten in verschillende families hebben slagtanden, die vaak dezelfde functies hebben als hoorns, maar in feite grote tanden zijn. Dit komt voor bij Muskusherten, Varkens, Olifanten, Narwalachtigen en Walrussen.

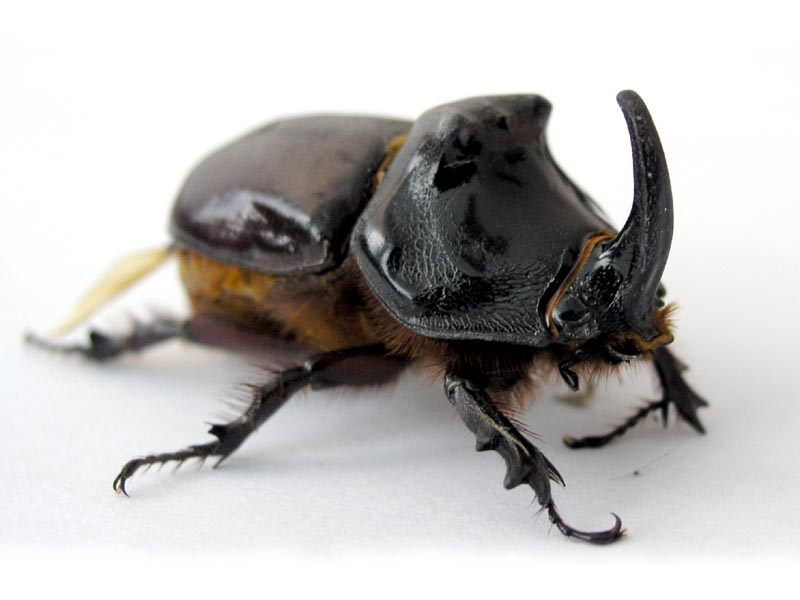
Neushoornkever
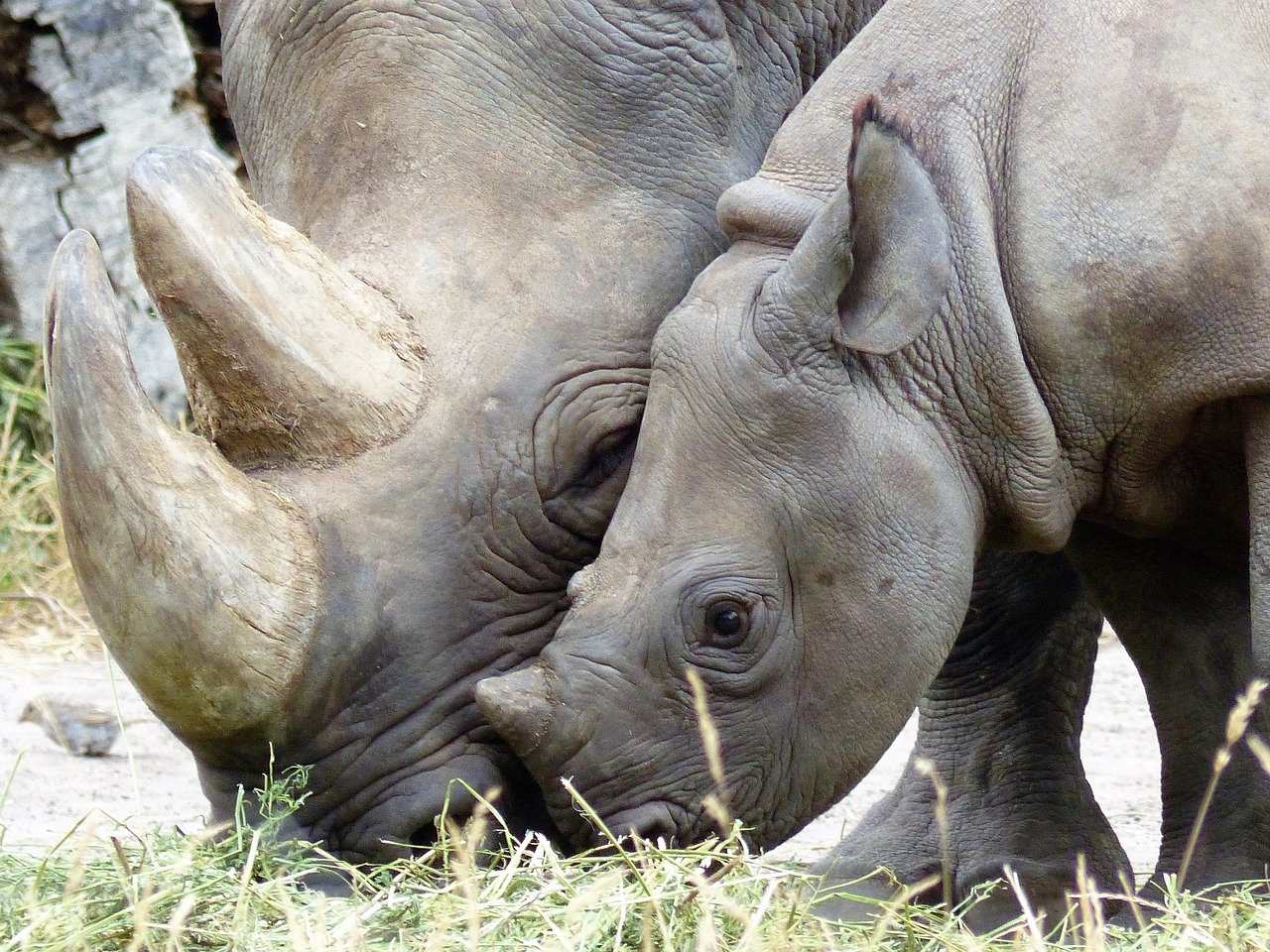
Neushoorn
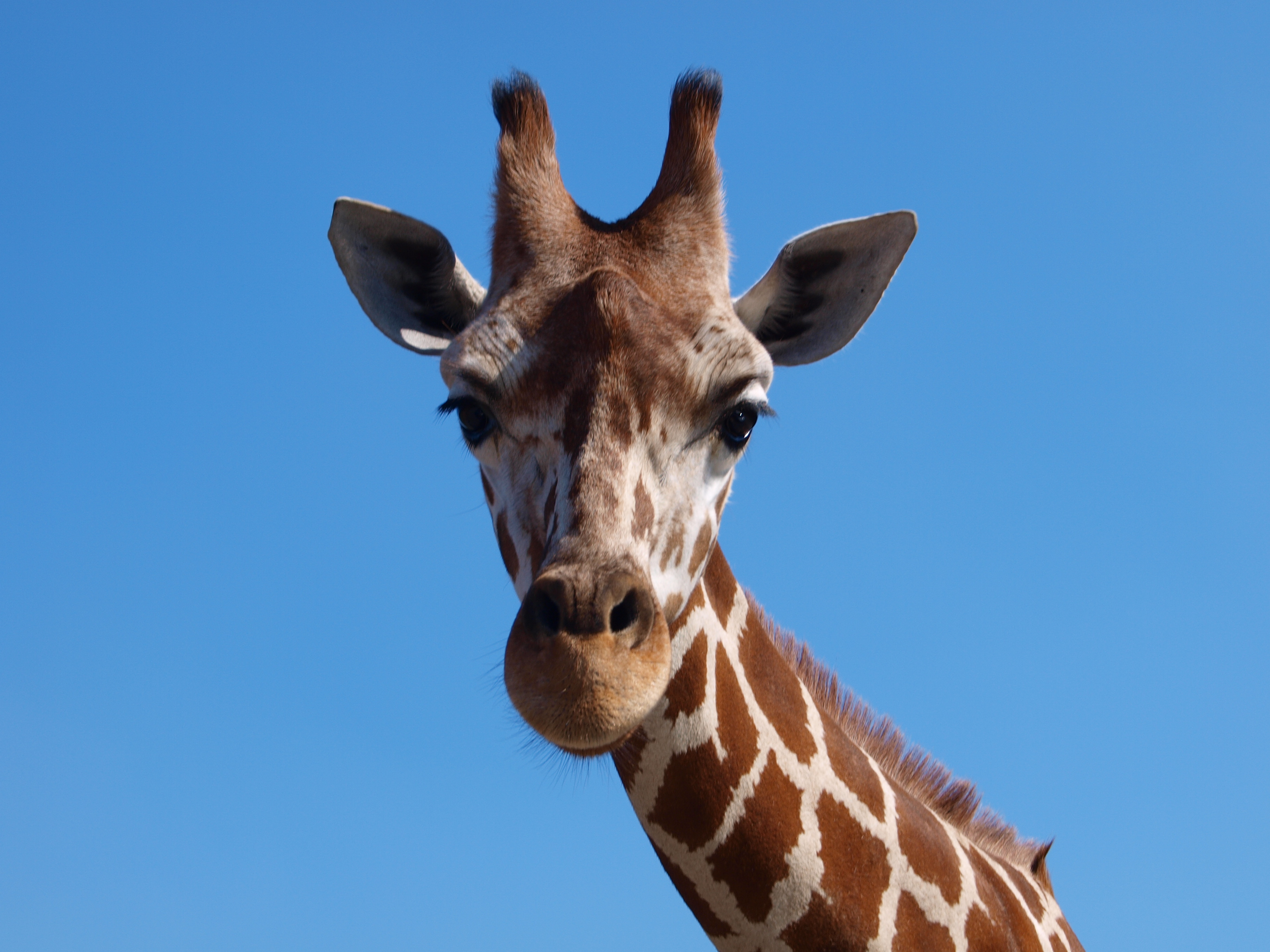
Giraffe
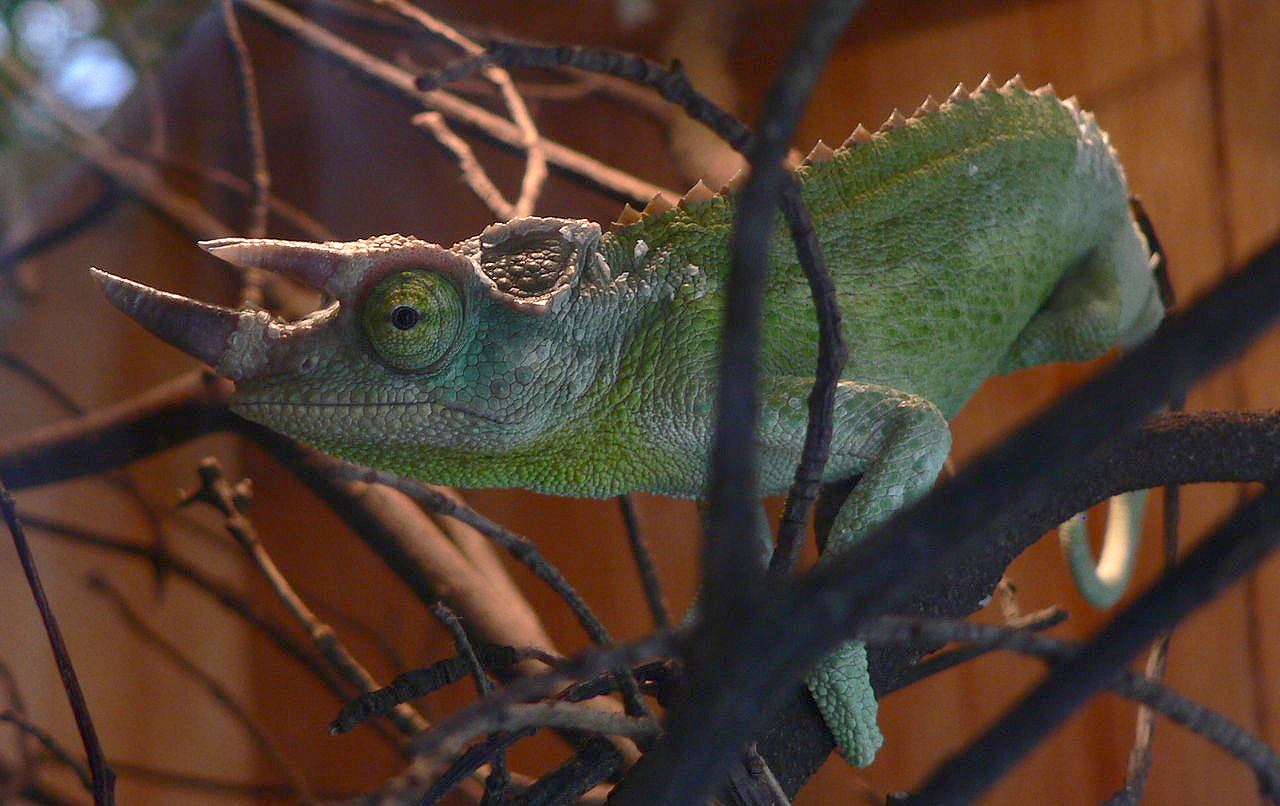
Oostafrikaanse driehoornkameleon
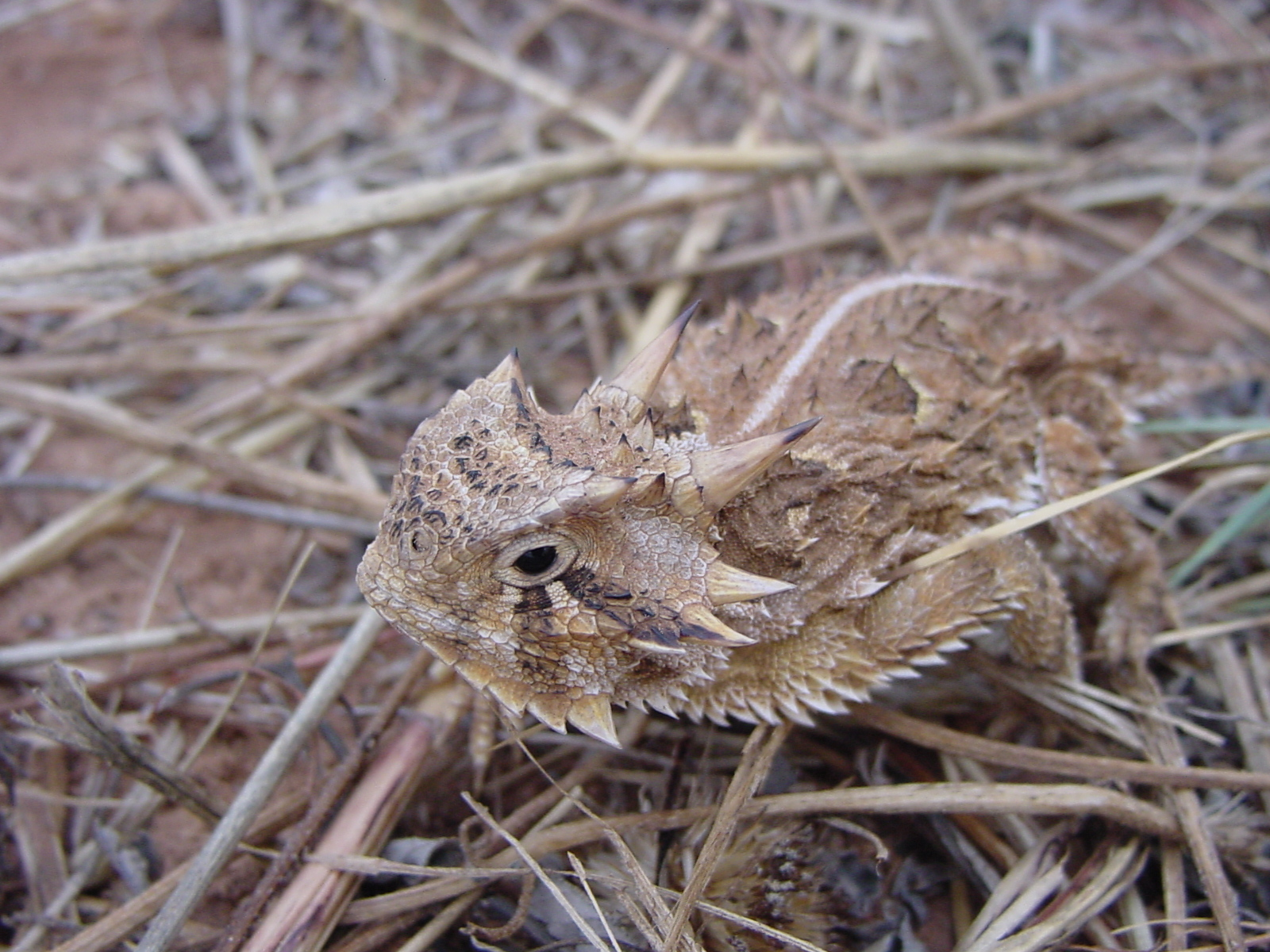
Texaanse padhagedis

## Hoorndragers in de cultuur
De hoorn heeft uiteenlopende connotaties. De hoorn van de duivel en daarvan afgeleid die van de bedrogen echtgenoot die 'met hoorntjes loopt' zijn vooral lelijk of lachwekkend, al zit er ook een element van gevaar in. De gedachte aan gevaar is iets wat bijna alle hoorns oproepen en veel hoorns dienen ook daadwerkelijk als wapens. Dit roept ontzag en daarmee bewondering op, en gedachten aan gezondheid, macht en viriliteit. Om die redenen werden eenhoorn, neushoorn, narwal en hertachtigen bejaagd en doen verzinsels de ronde over de geneeskrachtige werking van hun hoorns.
De profeet Mozes wordt vaak afgebeeld met hoorns. Dit berust op een verkeerde vertaling van Exodus 34:29-30, waar staat dat het gezicht van Mozes straalde. In de Vulgaat staat dat hij hoorns droeg.